# 제랄드 모르

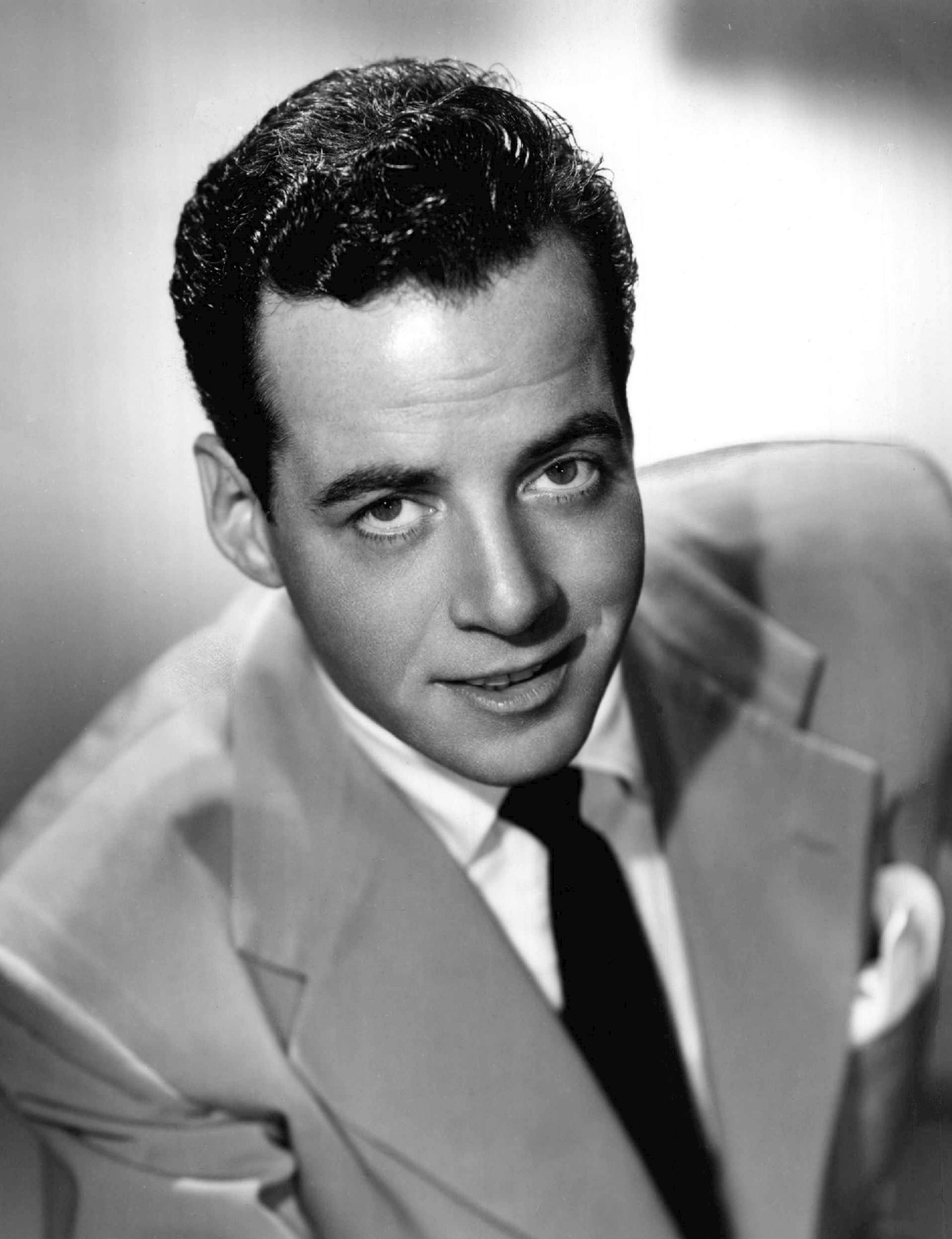

제랄드 모르(Gerald Mohr, 1914년 6월 11일 ~ 1968년 11월 9일)는 미국의 배우, 영화배우, 텔레비전 배우, 라디오 DJ, 성우이다.
뉴욕에서 태어났으며 쇠데르말름에서 사망하였다. 사인은 심근 경색이다.

## 영화
- 화니 걸 (1968년) - 톰 브란카 역
- 보석 같은 가족 (1965년)
- 보난자 (1959년)
- 험한 붉은 행성 (1959년)
- 선셋 77번가 (1958년)
- 페리 메이슨 (1957년)
- 샤이안 (1955년)
- 에디 캔터 스토리 (1953년)
- 실버 크리크의 대결 (1952년)
- 스나이퍼 (1952년)
- 시로코 (1951년)
- 형사 이야기 (1951년)
- 론 레인저 - 49년 시리즈 (1949년)
- 투 가이스 프럼 텍사스 (1948년)
- 길다 (1946년)
- 벌레스크의 여인 (1943년)
- 사막의 노래 (1943년)
- 여성의 해 (1942년)
- 캡틴 마블의 모험 (1941년)
- 시 호크 (1940년)
- 러브 어페어 (1939년)